# Andrzej Korzyński

Andrzej Korzyński, 1974

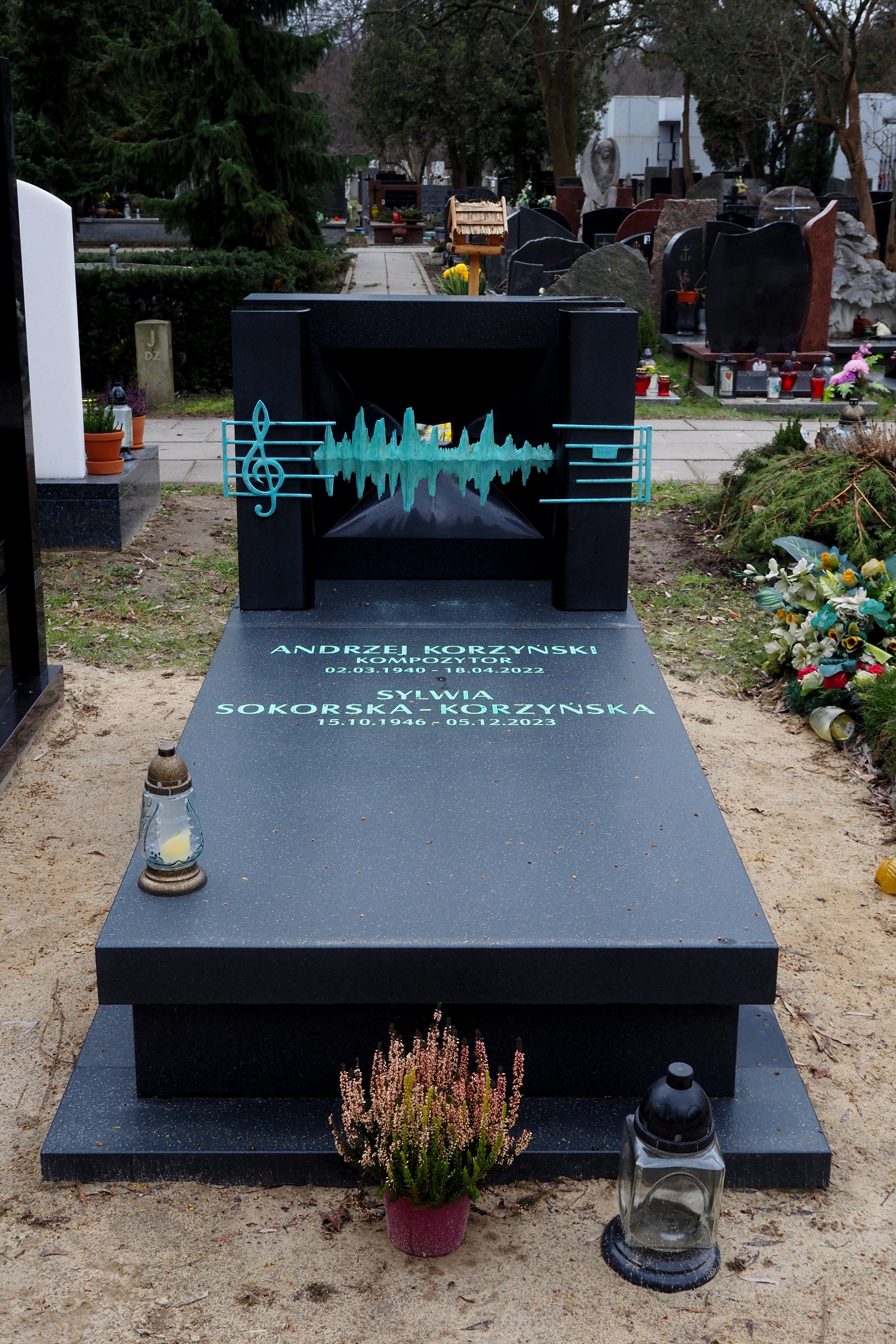
Grób Andrzeja Korzyńskiego na cmentarzu Wojskowym na Powązkach w Warszawie

Andrzej Waldemar Korzyński, ps. „Andrzej Spol” (ur. 2 marca 1940 w Warszawie, zm. 18 kwietnia 2022) – polski kompozytor, aranżer, pianista i autor tekstów, członek Polskiej Akademii Filmowej.

## Życiorys
W 1964 ukończył Państwową Wyższą Szkołę Muzyczną w Warszawie, w której był uczniem w klasie profesora Kazimierza Sikorskiego. Studiował kompozycję i dyrygenturę. Pracą dyplomową Korzyńskiego była opera kameralna, wykorzystująca modernistyczne techniki kompozytorskie, wśród nich m.in. dodekafonię. Jeszcze jako student był akompaniatorem aktorskiego kabaretu Manekin, w którym występowali artyści Studenckiego Teatru Satyryków, a także szefem radiowego „Studenckiego Magazynu Muzycznego”. W 1964 założył zespół Ricercar 64, który towarzyszył Piotrowi Szczepanikowi, dla którego Andrzej Korzyński skomponował wiele przebojów, jak np. Żółte kalendarze, Kochać (wybrana radiową piosenką roku 1966).
W 1965, wspólnie z Mateuszem Święcickim i Witoldem Pogranicznym, założył Młodzieżowe Studio „Rytm”, które przez kolejnych osiem lat prezentowało m.in. twórczość młodych muzyków wykonujących bigbit. Na falach studia „Rytm” debiutowali tacy dziennikarze muzyczni jak Andrzej Turski, Piotr Kaczkowski czy Maria Szabłowska. W 1969 wyjechał do Francji w ramach kontraktu z wytwórnią filmową 20th Century Fox. W 1970 skomponował ścieżkę dźwiękową do filmu wytwórni Warner Bros. Germania 7 donne a testa. W latach 70. prowadził zespół Arp Life, który wykorzystywał pionierską wtedy muzykę elektroniczną z syntezatorów, m.in. do filmu W pustyni i w puszczy. W 1973 podpisał umowę na udźwiękowienie piętnastu filmów wytwórni DEFA z NRD, a od 1986 pracował także dla zachodnioniemieckich wytwórni takich jak FILM POOL i Bavaria Film.
Andrzej Korzyński przez wiele lat współpracował z reżyserem Andrzejem Żuławskim, skomponował ścieżkę dźwiękową do takich jego filmów jak: Pieśń triumfującej miłości, Trzecia część nocy, Diabeł, Na srebrnym globie, Opętanie, Kosmos. W 2019 stworzył muzykę do filmu Mowa ptaków w reżyserii Xawerego Żuławskiego na podstawie scenariusza jego zmarłego ojca. Skomponował także muzykę do filmów Człowiek z żelaza Andrzeja Wajdy, Ocalenie Edwarda Żebrowskiego, Pierścień i róża Jerzego Gruzy i Akademia pana Kleksa Krzysztofa Gradowskiego.
Był twórcą popularnej w latach 80. postaci Franka Kimono, w którą wcielał się aktor Piotr Fronczewski, jak również autorem wykonywanych przez niego piosenek. W 1991 napisał z kolei słowa do piosenki Mydełko Fa, wykonywanej przez Marlenę Drozdowską i Marka Kondrata. W założeniu utwór miał być parodią chodnikowo-straganowych przebojów – inspirowaną „infantylną i pretensjonalną” reklamą mydła Fa – lecz stał się jednym z pierwszych polskich przebojów disco polo.
W 2016 powstał film dokumentalny Andrzej Korzyński. Zagubiony diament w reżyserii Grzegorza Brzozowicza, opowiadający o życiu i twórczości kompozytora. W 2018 ukazała się książka Znam wszystkie Wasze numery będąca wywiadem-rzeką z Andrzejem Korzyńskim przeprowadzonym przez dziennikarkę Marię Szabłowską.
Jego żoną była Sylwia Hanna Sokorska-Korzyńska (1946–2023), córka Włodzimierza Sokorskiego, ich syn Mikołaj (ur. 1973) także został muzykiem i kompozytorem, a ponadto scenarzystą filmowym.
Zmarł 18 kwietnia 2022, pochowany 11 maja 2022 na cmentarzu Wojskowym na Powązkach (kwatera F V-Aleja Zasłużonych-13).

## Muzyka filmowa
- Wszystko na sprzedaż – reż. Andrzej Wajda
- Człowiek z marmuru – reż. Andrzej Wajda
- Człowiek z żelaza – reż. Andrzej Wajda
- Polowanie na muchy – reż. Andrzej Wajda
- Brzezina – reż. Andrzej Wajda
- Panna Nikt – reż. Andrzej Wajda
- Trzecia część nocy (1971) – reż. Andrzej Żuławski
- Diabeł (1972) – reż. Andrzej Żuławski
- Opętanie (1981) – reż. Andrzej Żuławski
- Na srebrnym globie (1987) – reż. Andrzej Żuławski
- Moje noce są piękniejsze niż wasze dni (Mes nuits sont plus belles que vos jours) (1989) – reż. Andrzej Żuławski
- Szamanka (1996) – reż. Andrzej Żuławski
- Wierność (2000) – reż. Andrzej Żuławski
- Kosmos (2015) – reż. Andrzej Żuławski
- Nie ma mocnych (1974) – reż. Sylwester Chęciński
- Kochaj albo rzuć (1977) – reż. Sylwester Chęciński
- Wielki Szu (1983) – reż. Sylwester Chęciński
- Akademia pana Kleksa – reż. Krzysztof Gradowski
- Podróże pana Kleksa – reż. Krzysztof Gradowski
- Pan Kleks w kosmosie – reż. Krzysztof Gradowski
- Agent nr 1 (1972) – reż. Zbigniew Kuźmiński
- Motyle (1972) – reż. Janusz Nasfeter
- W pustyni i w puszczy (1973) – reż. Władysław Ślesicki
- Akwen Eldorado (1988) - reż. Andrzej Swat
- Tulipan (1986) - reż. Janusz Dymek
- Oko proroka (1982) - reż. Paweł Komorowski
- Przeklęte oko proroka (1984) – reż. Paweł Komorowski
- Pierścień i róża (1986) – reż. Jerzy Gruza
- Ostatnie takie trio (1976) – reż. Jerzy Obłamski
- Tygrysy Europy (1999) – reż. Jerzy Gruza
- Zapamiętaj imię swoje (1974) – reż. Siergiej Kołosow
- S.O.S (1974) – reż. Janusz Morgenstern
- Zaginiona (2003) – reż. Andrzej Kostenko
- Mowa ptaków – 2019, reż. Xawery Żuławski

## Wybrane utwory autorskie
- „A kto się kocha w tobie” (sł. Bogdan Olewicz, z repertuaru Zdzisławy Sośnickiej)
- „Do łezki łezka” (sł. Jonasz Kofta, z repertuaru Maryli Rodowicz)
- „Domek bez adresu” (sł. Andrzej Tylczyński, z repertuaru Czesława Niemena)
- „Kasa sex” (z własnymi słowami, z repertuaru Maryli Rodowicz)
- „King Bruce Lee karate mistrz” (z własnymi słowami, z repertuaru Franka Kimono)
- „Kochać” (sł. Andrzej Tylczyński, z repertuaru Piotra Szczepanika)
- „Meluzyna” (sł. Krzysztof Gradowski, z repertuaru Małgorzaty Ostrowskiej)
- „Motylem jestem” (sł. Andrzej Tylczyński, z repertuaru Ireny Jarockiej)
- „Mydełko Fa” (muz. Mikołaj Korzyński, wykonywany przez Marlenę Drozdowską i Marka Kondrata)
- „Sweet, sweet tulipan” (sł. Jacek Cygan, z repertuaru Urszuli)
- „Szparka sekretarka” (sł. Jan Wołek, z repertuaru Maryli Rodowicz)
- „Żółte kalendarze” (sł. Jerzy Miller, z repertuaru Piotra Szczepanika)

## Nagrody i odznaczenia
- 1977: Nagroda na Festiwalu Polskich Filmów Fabularnych w Gdańsku za muzykę do filmu Czerwone ciernie[14]
- 2009: Medal Stowarzyszenia Autorów ZAiKS[15]
- 2010: Krzyż Kawalerski Orderu Odrodzenia Polski[16]
- 2017: Srebrny Medal „Zasłużony Kulturze Gloria Artis”[17][18]
- 2018: Nagroda „Człowieka ze Złotym Uchem” na Międzynarodowym Festiwalu Producentów Muzycznych Soundedit w Łodzi za „wybitne dokonania w dziedzinie produkcji muzycznej”[19]
- 2021: Nagroda 100-lecia ZAiKS-u[15]
- 2021: Grand Prix Komeda za całokształt twórczości na 10. Grand Prix Komeda w Ostrowie Wielkopolskim[14]
- 2023: Złoty Fryderyk (pośmiertnie) za całokształt twórczości w kategorii: Muzyka rozrywkowa[20]